# Abdulkarim Fardan
Abdulkarim Abdulkarim Abdulla Fardan (ur. 25 kwietnia 1992 w Shahrkhanie) – bahrajński piłkarz grający na pozycji bramkarza. Od 2018 jest zawodnikiem klubu Riffa SC.

## Kariera piłkarska
Swoją karierę piłkarską Fardan rozpoczął w klubie Malkiya Club, w którym w 2016 roku zadebiutował w pierwszej lidze bahrajńskiej. W sezonie 2016/2017 wywalczył z nim mistrzostwo Bahrajnu. W 2018 przeszedł do Riffa SC.

## Kariera reprezentacyjna
W reprezentacji Bahrajnu Fardan zadebiutował 16 października 2018 w wygranym 4:1 towarzyskim meczu z Mjanmą. W 2019 roku został powołany do kadry na Puchar Azji.